# DB Cargo Scandinavia
Die DB Cargo Scandinavia A/S (vormals Railion Danmark Services A/S, dann DB Schenker Rail Services A/S, dann DB Cargo Danmark Services A/S) ist ein dänisches Eisenbahnverkehrsunternehmen im Schienengüterverkehr. Die Zentrale befindet sich in Taastrup nahe Kopenhagen.
Das Unternehmen war bis 2018 ein Joint-Venture von DB Cargo (vormals Schenker Rail, davor Railion) mit 51 % der Anteile und Green Cargo mit 49 % der Anteile. Seitdem ist das Unternehmen zu 100 % in dem Besitz der DB Cargo AG.

## Geschichte
Das Unternehmen entstand als Güterverkehrssparte der staatlichen dänischen Eisenbahngesellschaft Danske Statsbaner (DSB) unter der Firmierung DSB Gods. Mitte 2001 verkaufte die DSB den Geschäftsbereich an Railion. Seitdem firmierte das Unternehmen als Railion Danmark. Im Dezember 2007 unterzeichneten Railion und Green Cargo einen Joint-Venture-Vertrag, wonach Green Cargo sich mit 49 % der Anteile beteiligt. Das Unternehmen ist eine reine Produktionsgesellschaft. Im Rahmen der Neuordnung des Markenauftritts der Deutschen Bahn im Dezember 2007 erfolgte kurz nach der Gründung am 28. Februar 2008 die Umfirmierung zu DB Schenker Rail Danmark Services, 2016 zu DB Cargo Danmark Services A/S. Im gleichen Jahr wurde das Unternehmen in DB Cargo Scandinavia A/S umbenannt. Die Zusammenarbeit mit Green Cargo endete 2018, danach ging DB Cargo Scandinavia zu 100 % in den Besitz der DB Cargo AG über.

## Aktivitäten

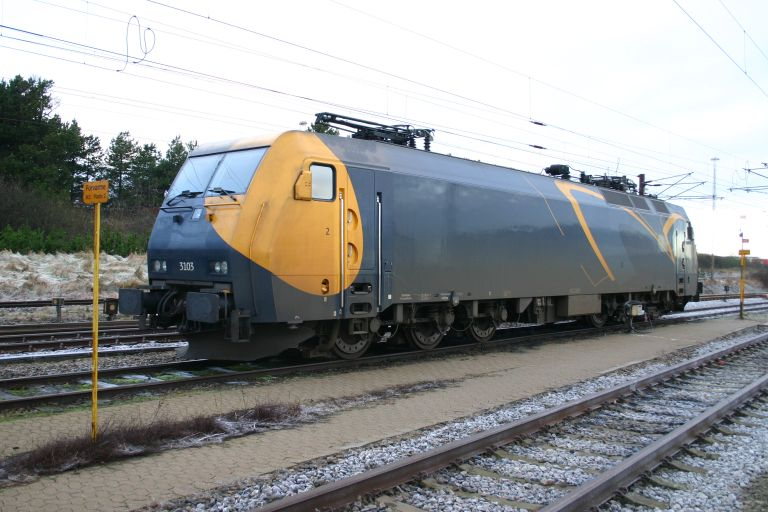
EG 3103 im Betriebswerk Padborg

Am profitabelsten ist der Transitverkehr zwischen Padborg und Malmö. Einige Strecken werden von Drittfirmen bedient. Nördlich von Aalborg fährt die Nordjyske Jernbaner. Südlich von Næstved fährt die A/S Lollandsbanen die Güterzüge auf dem Netz von Banedanmark.
Cargo Danmark setzt unter anderem 13 Lokomotiven der Baureihe RSC EG ein, die eine sechsachsige Version der Siemens ES64F ist. Als Zwei-System-Fahrzeug ist sie für den Betrieb im dänischen 25-kV-50-Hz-Fahrleitungsnetz sowie im schwedischen und deutschen 15-kV-16,7-Hz-Fahrleitungsnetz ausgelegt und verfügt über die Zugsicherungssysteme aller drei Länder. Durch die sechsachsige Ausführung wird die Anfahrzugkraft von 300 auf 400 kN gesteigert und die EG 3100 damit eines der leistungsstärksten Fahrzeuge auf dem europäischen Kontinent. Diese Zugkraft ist notwendig, um die bis zu 2300 Tonnen schweren Güterzüge auf der 15,6-Promille-Steigung im Großen-Belt-Tunnel auch beim Ausfall der halben Traktionsausrüstung befördern zu können. Hier konnten bislang lediglich bis zu 1700 Tonnen schwere Züge mit einer Lokomotive fahren. Diese Lastgrenze gilt unter anderem für die dort ebenso häufig eingesetzten Lokomotiven der Baureihe 185.2.
Im Wesentlichen werden durchgehende Züge von Malmö bis zum Rangierbahnhof Maschen gefahren. Die Lokomotiven der Baureihe 185.2 kommen von Malmö mit durchgehenden Zügen auch nach Bad Bentheim, Wanne-Eickel und Köln-Gremberg (Stand Januar 2019).
Am 2. Mai 2024 startete DB Cargo Scandinavia gemeinsam mit Nordjyske Jernbaner eine erste Testfahrt zum seit 2014 bestehenden Güterterminal in der Nähe des norddänischen Hafens Hirtshals in Jütland. Durch diese neu entwickelte Verbindung nach Norwegen könnten bis zu 20 Prozent der Lkw-Transporte auf der Strecke auf die Schiene verlagert werden. Nach Angaben von DB Cargo Scandinavia spart die Verlagerung des Straßenverkehrs auf einen Güterwagen auf der Strecke Hirtshals–Duisburg rund 1600 Kilogramm CO². Hirtshals soll ab 2025 ein Standort für den Transport von verflüssigtem CO² (CO2-Abscheidung und -Speicherung [CCS]) in ehemaligen norwegischen Öl- und Gasfeldern sein wird.
Eine grundsätzliche Herausforderung beim Güterverkehr ergibt sich dadurch, dass Züge von Aalborg nach Hirtshals in Hjørring die Fahrtrichtung ändern müssen. Dabei müssen sämtliche Gleise des Personenverkehrs gekreuzt werden. Die Länge des Umfahrgleises beträgt etwa 520 m und lässt keine längeren Züge zu, die nur von einer Lokomotive geführt werden.
Da zudem das Güterterminal keine direkte Verbindung zu den Kaianlagen hat, muss vor Ort eine Umladung erfolgen. Dies wurde durch eine intermodale Umladung, vor Ort durch die DB Cargo Scandinavia demonstriert, bewältigt. Die Trailer wurden hierbei vom Zug entladen und per Zugmaschine die Letzte Meile direkt zum Fährkai transportiert.

## Lokomotiven
| Elektrolokomotiven |        |                                    |                                 |                 |                                 |           |
| Modell             | Anzahl | Nummer                             | Hersteller                      | Zugkraft        | Nutzungsbereich                 | Baujahr   |
| EG                 | 13     | 3101–3113                          | Siemens                         | 2300 t          | Dänemark, Deutschland, Schweden | 1999      |
| TRAXX F140 AC2     | 17     | 185 321–337 und 185 401–406        | Bombardier                      | 1700 t          | Dänemark, Deutschland, Schweden | 2008      |
| Diesellokomotiven  |        |                                    |                                 |                 |                                 |           |
| Modell             | Anzahl | Nummer                             | Hersteller                      | Zugkraft        | Nutzungsbereich                 | Baujahr   |
| MZ (IV)            | 6      | 1449, 1452, 1453, 1456, 1457, 1459 | Nohab                           | 1600 t          | Dänemark                        | 1977/1978 |
| Rangierlokomotiven |        |                                    |                                 |                 |                                 |           |
| Modell             | Anzahl | Nummer                             | Hersteller                      | Nutzungsbereich | Baujahr                         |           |
| MK                 | 11     | 609, 613–616, 619–624              | Vossloh Schienenfahrzeugtechnik |                 | 1997/1998                       |           |
| Traktor 251–290    | 5      | 254, 276, 278, 281, 282            | Frichs                          | Dänemark        | 1966, 1968                      |           |

Im Oktober 2023 eröffnete DB Cargo Scandinavia in Frederica seine erste Instandhaltungswerkstatt für Lokomotiven und Güterwagen. Die Werkstatt schafft rund 40 neue Arbeitsplätze für Techniker und Mechaniker, die die unternehmenseigene Flotte von 52 Lokomotiven instand halten. Sie mietete den 5.000 Quadratmeter großen Gebäudekomplex, der zuvor den dänischen Eisenbahnen DSB gehörte, für zunächst zehn Jahre.

## Leistungsangebot

### Schienengüterverkehr
DB Cargo Scandinavia transportiert Güter im Einzelwagen- und Ganzzugverkehr in Dänemark, Schweden, Deutschland und weiteren europäischen Ländern. Darüber hinaus bietet das Unternehmen intermodale Verkehre von Containern, Wechselbrücken und Sattelaufliegern.

### Terminalleistungen
DB Cargo Scandinavia bietet 24 intermodale Güterumladestellen in Dänemark und Schweden an, sowohl über eigene Terminals und Railports als auch über Partnerschaften mit anderen Betreibern.

#### Railports
(Quelle: )
- Der Railport Aalborg besitzt drei Ladegleise mit 1800 Meter Länge und zwei Lagerhäuser mit einer Lagerfläche von 7000 m².[16]
- Der Railport Aarhus liegt an der Aarhusbucht in der Nähe der dänischen Nationalstraße 15 und hat eine Gleiskapazität von 2400 m.[17]
- Der am Kleinen Belt gelegene Railport Fredericia mit zwei Ladegleisen mit 600 Meter Länge besitzt Lagerflächen von 18.000 m² im Außen- und Innenbereich.[18]
- Nahe der dänischen Autobahnen E47, 17 und 18 liegt der Railport Glostrup mit drei Ladegleisen mit 500 Meter Länge und einer Fläche von 10.000 m² sowie drei Lagerhallen mit insgesamt 4000 m² Fläche.[19]
- Der Railport Herning liegt nahe der dänischen Autobahnen 12, 15 und 18. Er besitzt sieben Ladegleise mit 915 Meter Länge und eine Hallenlagerfläche von 1000 m².
- Der Railport Kolding liegt am Kolding Fjord, hat sieben Ladegleise mit 1750 Meter Länge und bietet eine Lagerfläche von insgesamt 56.900 m², davon 30.000 m² in sechs Hallen.[20]
- Im Süden Kopenhagens am Hafen von Køge liegt ein Railport mit einem Ladegleis von 200 Metern, welcher sich über 85.000 m² Fläche erstreckt.[21]
- Der Railport Ringsted liegt an den dänischen Autobahnen 14 und E20, besitzt ein Ladegleis mit 200 Meter Länge, drei Lagerhallen mit 40.000 m² und ein Freigelände mit 30.000 m².
- Der Railport Rosersberg liegt nahe Stockholm und dient als Umschlagsplatz zur Letze-Meile-Verknüpfung mit bedeutenden Distributionsläger aus der KEP-, Lebensmittel-, Gebrauchsgüter- und Recyclingbranche.[22]
- Der Railport Vamdrup liegt in der Nähe der dänischen Autobahn 25, besitzt ein Ladegleis mit 150 Meter Länge und eine Lagerfläche von 25.000 m².[20]
- Der Railport Taulov besitzt ein Ladegleis mit 150 Meter Länge eine Lagerfläche von 25.000 m².[18]
- Der Railport Vejle besitzt zwei Ladegleise mit 2000 Meter Länge und eine Lagerfläche von 25.000 m².[23]
- Der Railport Rønland befindet sich an der Westküste Dänemarks und ist ein Anschlussgleis für die chemische Industrie.
- Der Railport Esbjerg mit kombiniertem Terminal liegt im westlichen Teil von Jütland an der Nordsee in der Nähe der E20 Fynske Motorvej.
- Der Railport Nyborg liegt auf Fünen am Meer, direkt neben der Brücke über den Großen Belt und der Autobahn E20.
- Der Railport Frederiksværk liegt in Nordseeland im Osten Dänemarks in der Nähe der Autobahn 16 als Industriegleis für die Stahlindustrie.
- Der Railport Hirtshals liegt neben der Autobahn 39 an der Nordspitze Jütlands am Skagerrak nahe der Küste Norwegens.
- Der Malmö Railport liegt am Öresund im Süden Schwedens und bietet 2.400 m² Lagerfläche.
- Der Railport Nässjö befindet sich im südlichen Zentrum Schwedens am Riksväg 40.
- Der Railport Norrköping befindet sich neben dem Fjärd Bråviken in der Nähe der schwedischen Autobahn E22.
- Der Railport Hallsberg liegt im Süden von Örebro in der Nähe der schwedischen Autobahn E20.
- Der Railport Borlänge liegt in der Mitte Schwedens in der Nähe der schwedischen Autobahn E16.

#### Intermodale Terminals
- Das intermodale Terminal Høje Taastrup liegt in der Metropolregion Kopenhagen, besitzt zwei Ladegleise mit 1.140 Meter Länge und bietet Platz für Umschlag und Lagerung von 1.500 20-Fuß-Containern.[24]
- Das intermodale Terminal Taulov liegt als zentraler Verteilerknotenpunkt bei Fredericia auf Jütland, besitzt zwei Ladegleise mit 1.230 Meter Länge und bietet Platz für Umschlag und Lagerung von 900 20-Fuß-Containern.[25]